# نبرد بیاویستوک–مینسک
نبرد بیاویستوک–مینسک نبردی در جبهه شرقی جنگ جهانی دوم بود که در پی اقدام نیروهای ورماخت در جریان عملیات بارباروسا برای به محاصره درآوردن نیروهای ارتش سرخ در شرق لهستان و غرب بلاروس بین شهرهای بیاویستوک و مینسک اتفاق افتاد. نبرد با گذر نیروهای گروه ارتش مرکز به فرماندهی فیلد مارشال فدر فون بک از مرز مشترک و برخورد آن‌ها با قوای جبهه غربی شوروی به فرماندهی ارتشبد دمیتری پاولوف در ۲۲ ژوئن سال ۱۹۴۱ آغاز شد. این نبرد در نهایت با وجود تلاش ارتش سرخ برای جلوگیری از آن، با تصرف مینسک، پایتخت بلاروس شوروی توسط نیروهای آلمانی و محاصره و انهدام سه ارتش میدانی و بخش بزرگی از یک ارتش دیگر شوروی در ۳ ژوئیه به پایان رسید و راه برای پیشروی نیروهای مهاجم به سمت اسمولنسک و مسکو باز کرد.

## طرح عملیاتی

### آلمان
فرمان شماره ۲۱ هیتلر، پیشوای آلمان به عنوان تأیید نهایی طرح عملیاتی بارباروسا با صدور در روز ۱۸ دسامبر سال ۱۹۴۰، با وجود اشاره به اهداف جغرافیایی متعدد از جمله مسکو، یه روشنی هدف نهایی عملیات را انهدام توان نظامی شوروی دانسته بود. بر اساس این طرح گروه ارتش مرکز بار اصلی تهاجم آلمان به شوروی را عهده‌دار بود. این گروه ارتش با هدف اولیه انهدام نیروهای دشمن در بلاروس، می‌بایستی به سرعت در جناحین منطقه محدب بیاویستوک پیشروی می‌کرد و دو گروه زرهی آن در شرق مینسک به یکدیگر ملحق می‌شدند تا نخستین حلقه محاصره عمده در جریان عملیات بارباروسا را به وجود آورند. دو ارتش چهارم و نهم این گروه ارتش، وظیفه داشتند به ترتیب در جناحین جنوبی و شمالی در نزدیک‌ترین فاصله ممکن، دو گروه زرهی را دنبال کنند و پس از تکمیل محاصره مناطق تحت محاصره را پاکسازی کنند. ارتش چهارم ورماخت همچنین مسئولیت حفاظت از بخش میانی برآمدگی بیاویستوک جهت جلوگیری از نفوذ دشمن به سمت غرب، را بر عهده داشت. لشکر یکم سواره‌نظام این ارتش نیز مسئولیت پیشروی در حاشیه منطقه مردابی پریپیات و دفاع از جناح جنوبی گروه ارتش مرکز در مقابل حملات ارتش سرخ را داشت. این لشکر نهایتاً روز ۸ مارس سال ۱۹۴۱ با یک سپاه پیاده‌نظام در این موقعیت و مأموریت جایگزین شد.

### شوروی
طرح دفاعی شوروی بر حفظ خط مرزی با دفاع فعالانه تأکید داشت و دنباله آن را ضد حملات در نظر گرفته بود. در این طرح به نیروهای زرهی آلمان اجازه داده می‌شد که به مناطق شرقی نفوذ کنند و سپس هر سرنیزه زرهی به تنهایی منهدم می‌شد. این طرح، دفاعی بود که با حمله به اراضی داخلی آلمان ادامه پیدا می‌کرد. بدین ترتیب، طرح مورد نظر با وجود این که از منظر راهبردی حالتی تدافعی داشت اما ذاتاً از طبیعتی تهاجمی برخوردار بود. بر اساس این طرح و طرح بسیج مرتبط به آن، شوروی ۲۳۷ لشکر از مجموع ۳۰۳ لشکر خود را در سه منطقه ویژه دفاعی در غرب و یک ارتش نهم مجزا مستقر می‌ساخت؛ که در صورت آغاز جنگ چهار جبهه شمال غربی، غربی، جنوب غربی و نهایتاً جنوبی را تشکیل می‌دادند. به صورت کلی نیروهای ارتش سرخ می‌بایست در دو قسمت راهبردی مستقر می‌شدند. قسمت نخست با ۱۸۶ لشکر به چهار جبهه عملیاتی اختصاص می‌یافت و قسمت دوم با ۵۱ لشکر در غالب پنج ارتش در اختیار فرماندهی عالی قرار می‌گرفت. هر یک از چهار جبهه عملیاتی می‌بایستی قوای خود را به شکل سه کمربند پشت‌سرهم در طول مرزهای جدید و پشت آن آرایش می‌دادند. کمربند نخست نیروی پوششی در طول مرز بود و دو کمربند دیگر تقریباً با اندازه برابر دفاع در عمق را تشکیل می‌دادند و اقدام به ضد حمله می‌کردند. پنج ارتشی که در نهایت شامل ۵۷ لشکر می‌شدند و در طول رودهای دوینا و دنیپر مستقر شده بودند، وظیفه اجرای ضد حمله در هماهنگی با ضد حملات نیروهای خط مقدم را داشتند. به هر صورت مشکلات بسیج نیرو سبب شد این طرح به شکل کامل اجرا نشود و تا هنگام آغاز تهاجم آلمان، هیچ‌یک از دو بخش عمده یعنی نیروهای مناطق دفاعی و نیروهای پنج ارتش فرماندهی عالی بر اساس طرح بسیج و استقرار، به صورت کامل در جایگاه خود قرار نگیرند.

## ترکیب یگان‌ها

### آلمان
ترکیب یگان‌های ورماخت در روز ۲۲ ژوئن ۱۹۴۱:
- گروه ارتش مرکز - فیلدمارشال فدر فون بک

| - - ارتش چهارم - فیلدمارشال گونتر فون کلوگه - سپاه ۷ - سپهبد ویلهلم فارمباخر - سپاه ۹ - سپهبد هرمان گییر - سپاه ۱۳ - سپهبد هانس فلبر - سپاه ۴۳ - سپهبد گوتهارت هاینریکی | - - ارتش نهم - ارتشبد آدولف اشتراوس - سپاه ۵ - سپهبد ریشارت روئوف - سپاه ۶ - سپهبد اوتو-ویلهلم فورتستر - سپاه ۸ - سپهبد والتر هایتس - سپاه ۲۰ - سپهبد فریدریش ماترنا - سپاه ۴۲ - سپهبد والتر کونتسه | - - گروه زرهی ۲ - ارتشبد هاینتس گودریان - سپاه ۱۲ - سپهبد والتر شروت - سپاه ۲۴ موتوریزه - سپهبد لئو گیر فون شوپنبورگ - گروه زرهی ۳ - ارتشبد هرمان هوت - سپاه ۳۹ موتوریزه - سپهبد رودولف اشمیت - سپاه ۵۷ موتوریزه - سپهبد آدولف-فریدریش کونتسن |

- - ذخیره:
    - ارتش دوم - ارتشبد ماکسیمیلیان فون وایخس

### شوروی
ترکیب یگان‌های ارتش سرخ در روز ۲۲ ژوئن ۱۹۴۱:
- جبهه غربی - ارتشبد دمیتری پاولوف:

| - - ارتش سوم - سرلشکر واسیلی کوزنتسوف - سپاه ۴ تفنگ‌دار - سرتیپ یوْگِنی اوگوروف - سپاه ۱۱ مکانیزه - سرتیپ دمیتری موستوونکو - ارتش چهارم - سرتیپ الکساندر کوروبکوف - سپاه ۲۸ تفنگ‌دار - سرتیپ واسیلی پوپوف - سپاه ۱۴ مکانیزه - سرتیپ استپان اوبورین | - - ارتش دهم - سرتیپ کنستانتین گولوبف - سپاه ۱ تفنگ‌دار - سرتیپ فدور روبتسوف - سپاه ۵ تفنگ‌دار - سرتیپ الکساندر گارنوف - سپاه ۶ سواره‌نظام - سرتیپ ایوان نیکیتین - سپاه ۶ مکانیزه - سرتیپ میخائیل خاتسکیلویچ - سپاه ۱۳ مکانیزه - سرتیپ پتر آخلیوستین |

## آغاز عملیات

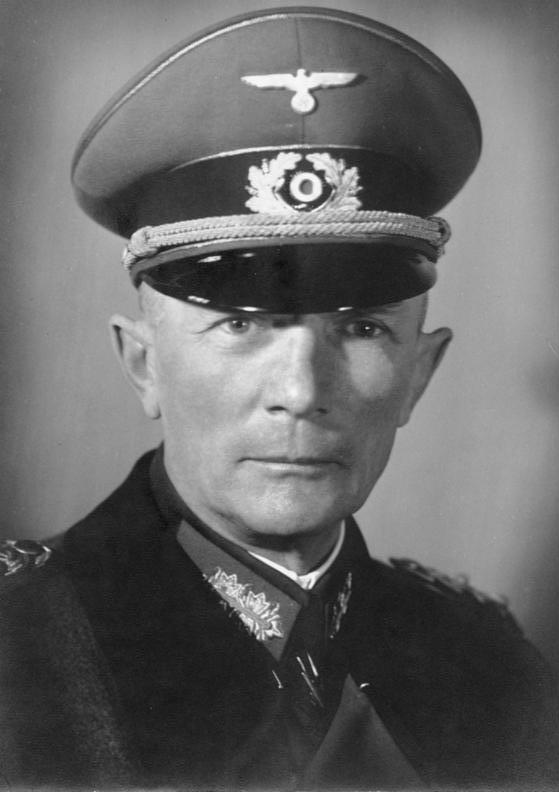
فدر فون بک، فرمانده گروه ارتش مرکز

عملیات بارباروسا روز ۲۲ ژوئن سال ۱۹۴۱ با گذر نیروهای فیلدمارشال فون بک در گروه ارتش مرکز از خط مرزی با پشتیبانی هوایی ۱۵۰۰ هواگرد ناوگان دوم هوایی لوفت‌وافه آغاز شد. تهاجم گسترده هوایی لوفت‌وافه علیه فرودگاه‌ها و سایر مواضع دشمن در همان روز نخست کمر سپاه ۴ هوایی شوروی به عنوان پشتیبان نیروهای جبهه غربی شوروی را شکست و بسیاری از هواگردهای آن را بر روی زمین نابود کرد. جبهه غربی شوروی در همین روز نخست ۷۳۸ فروند از هواگردهای خود، معادل چهل درصد از مجموع توان اولیه آن، را از دست داد. ناوگان دوم هوایی آلبرت کسلرینگ در عرض دو روز تقریباً تمامی نیروی هوایی شوروی را در بخش مرکزی از صحنه محو نمود تا سرهنگ ایوان کوپتس، فرمانده نیروی هوایی جبهه غربی شوروی که ساعاتی پیش از آغاز تهاجم آلمانی‌ها نیروهایش را «در آمادگی کامل» وصف کرده بود، مدتی بعد دست به خودکشی بزند.
آغاز تهاجم آلمان هرج و مرج شدیدی بین نیروهای ارتش سرخ در منطقه نظامی غرب به فرماندهی ارتشبد دمیتری پاولوف که با شروع جنگ به جبهه غربی تغییر نام داد، ایجاد کرد. ساختار فرماندهی جبهه غربی تقریباً از همان ابتدا با از دست رفتن نزدیک به تمامی ظرفیت ارتباطی در بیشتر سطوح فرماندهی، تا حدود زیادی از کار افتاد. نابسامانی کامل از کسب آگاهی لازم از شرایط موجود و در نتیجه طراحی و اجرای واکنش هماهنگ توسط ارتش سرخ، جلوگیری می‌کرد. در کنار سرعت بالای نیروهای زرهی آلمانی، بزرگ‌ترین مشکل مدافعان نبود هر گونه اطلاعات از شرایط خط مقدم بود. این بی‌اطلاعی باعث شد رهبران شوروی به یگان‌هایی دستور به ضد حمله بدهند که از پیش منهدم شده بودند و دیگر وجود نداشتند. فرماندهان محلی از ترس متهم شدن به نافرمانی، این فرامین را حتی با آگاهی از شرایط، به رده‌های پایین‌تر ابلاغ می‌کردند.
پاولوف برای کسب اطلاع از شرایط، معاون خود، سرلشکر ایوان بولدین را صبح روز نخست با هواگرد به بیاویستوک فرستاد. همین که بولدین از هواگرد پیاده شد و چند  متر از آن فاصله گرفت، این هواگرد توسط بمب‌های شیرجه‌ای آلمانی منهدم شد. او خود را عصرگاه به قرارگاه ارتش دهم شوروی در نزدیکی بیاویستوک رساند. سرتیپ کنستانتین گولوبف، فرمانده این ارتش گزارش از شرایط دشوار نیروهایش داد. در این حال ارتباط با قرارگاه جبهه غربی شوروی در مینسک مجددا برقرار شد و پاولوف، بر مبنای فرمان مارشال سیمیون تیموشنکو، کمیسار خلق در امور دفاع شوروی، دستور به ضدحمله صادر کرد. بولدین عمل به این دستور را غیر ممکن می‌دید.

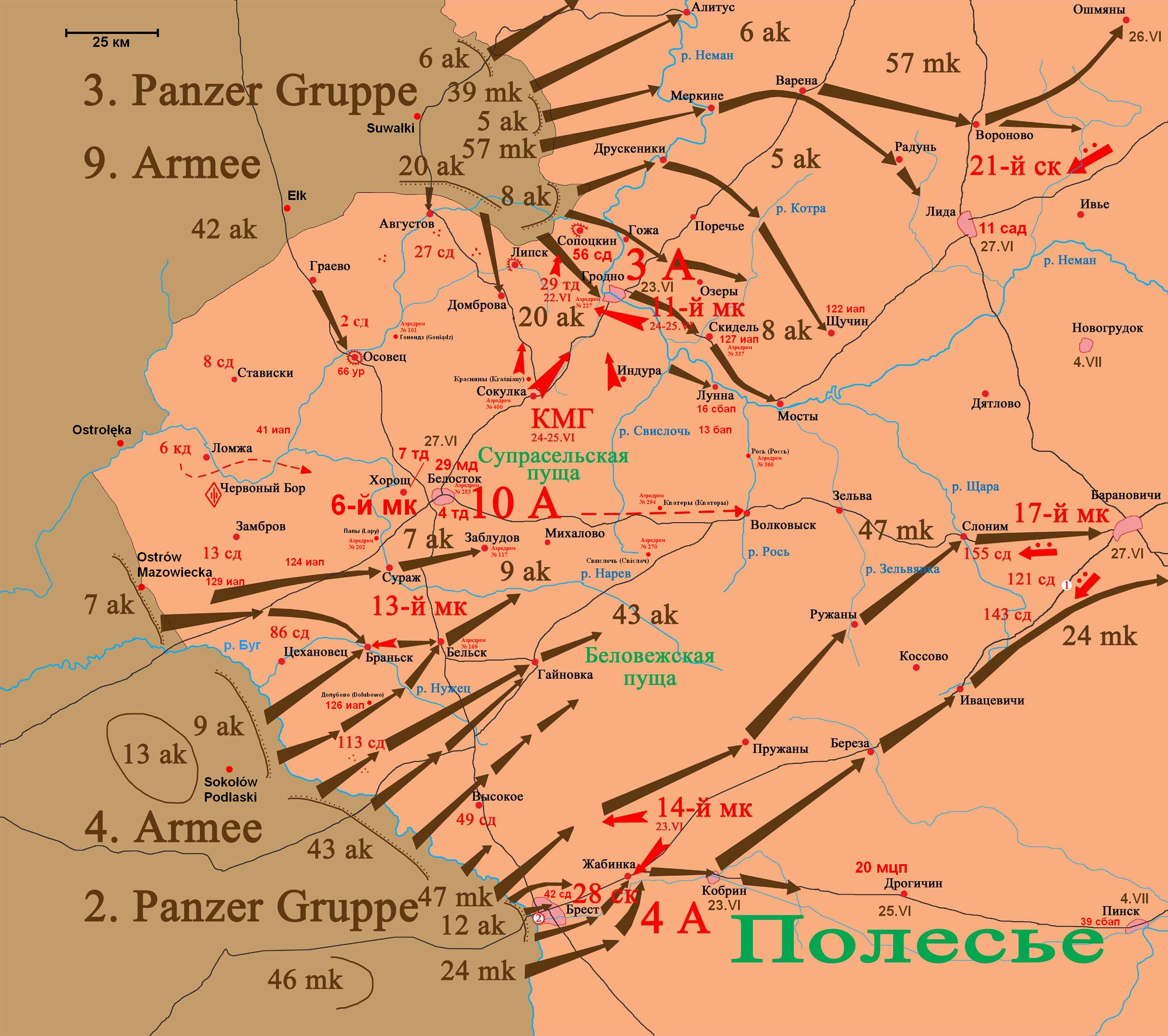
نقشه عملیات در منطقه بیاویستوک-مینسک

گروه ارتش مرکز به دنبال کشیدن دیواری مستحکم به دور مناطق بین بیاویستوک و مینسک بود. گروه زرهی ۳ به فرماندهی ارتشبد هرمان هوت در جناح شمال در روز نخست موفق شد با گذر از بین نیروهای جبهه شمال غربی در منطقه بالتیک و جبهه غربی شوروی در بلاروس هر چهار گذرگاه بر روی رودخانه نمان در منطقه عملیاتی خود یعنی سه پل پراهمیت در شهر اولیتا و پل چهارم در مرکینه را به شکل تخریب نشده تصرف کند. با تلاش شدید لشکرهای ۱۲۶ام تفنگدار و پنجم تانک شوروی برای دفاع از این پل‌ها، لوفت‌وافه تأثیر بالای خود در مقابله با تانک‌های دشمن را ثابت کرد. با وجود این که فرصت زیادی برای انهدام این پل‌ها وجود داشت و فرمانی نیز ساعت ۲ بعد از ظهر روز ۲۳ ژوئن بدین منظور خطاب به تیپ ۴ پل‌ساز ارتش یازدهم شوروی نیز صادر شد، امتناع فرماندهان یگان‌های کرانه غربی رود در اجازه دادن به اجرای این فرمان و عدم آمادگی لازم در مهندسان برای چنین اقدامی، سبب شد در نهایت نیروهای آلمانی قادر به گذر از آن شوند. گروه زرهی ۳ با گذر سریع از این رود بالقوه مشکل آفرین، امکان پیشروی با سرعت به سمت دریاچه ناراچ و شهر مالاژکنا و نزدیک شدن از جانب شمال غربی به مینسک را میافت. شکست ارتش سرخ در حفظ خط دفاعی رود نمان موجب تصرف سریع ویلنا، پایتخت جمهوری لیتوانی شوروی توسط لشکر هفتم زرهی از سپاه ۳۹ موتوریزه ورماخت در ساعات اولیه صبح ۲۴ ژوئن شد. همان روز گروه زرهی ۳ از محدود شدن حرکت نیروهایش به یک ستون به جهت شرایط وخیم راه‌ها و کاهش یافتن سرعت کل نیروها به سرعت آهسته‌ترین خودروها خبر داد که در صورت گیر کردن کامیون‌ها با بار سنگین در گل اوضاع را بدتر می‌کرد و افزود تمام آنچه در آن منطقه «جاده» خوانده می‌شود مسیرهایی خاکی و شنی هستند که مورد رسیدگی قرار نگرفته‌اند. به هر صورت پیشروی نیروهای هوت پهنای شکاف بین ارتش سوم در جبهه غربی و ارتش یازدهم آن در جبهه شمال غربی شوروی را به نزدیک ۱۶۰ کیلومتر افزایش داد.
همزمان در جناح جنوبی، گروه زرهی ۲ به فرماندهی ارتشبد هاینتس گودریان با گذر از رود بوگ و عبور از کنار قلعه برست، تا ساعت ۱۵ روز نخست خود را به کوبرین در عمق ۴۵ کیلومتری رساند و سپاه ۲۴ موتوریزه آن ساعت ۲ بامداد روز بعد موفق به عبور از رود شارا در نزدیکی سلونیم شد. اقدام سپاه ۱۴ مکانیزه شوروی در سد کردن راه پیشروی نیروهای گودریان در این موقعیت بی‌نتیجه بود و در عرض چهار روز به از دست رفتن قریب به ۴۵۰ تانک از مجموع ۴۸۰ تانک آن انجامید. گودریان روز ۲۵ ژوئن یورش خود به جانب باراناویچی را ادامه داد. در همین حال، راه‌های پیش روی سپاه ۲۴ موتوریزه نیز «در شرایطی فاجعه‌بار» و غیرقابل عبور گزارش شدند. در نتیجه لشکرهای سوم و چهارم زرهی ورماخت وادار گشتند از یک راه مشترک که عبور از آن برای خودروهای چرخ‌دار مشکل بود، استفاده کنند. این شرایط به اندازه‌ای برای این نیروها تأخیر ایجاد کرد که از مجموع ۸۰ کیلومتر پیشروی تعیین شده برای روز نخست تنها ۱۸ کیلومتر محقق شد. در ادامه، سپاه ۴۷ موتوریزه این گروه زرهی اطلاع از کمبود سوخت در یگان‌های پیشین خود داد که حاصل از مشکل عبور خودروهای چرخ‌دار تدارکاتی حامل سوخت از رود بوگ و ترافیک حاصل از آن در جانب غربی این رود بود.
بیشتر نیروهای ارتش‌های سوم، چهارم و دهم شوروی که بر طبق طرح دفاعی این کشور می‌بایست حمله اولیه نیروهای آلمانی را دفع می‌کردند و در جانب غربی برآمدگی بیاویستوک متمرکز شده بودند، در بین مسیر پیشروی دو گروه زرهی ۲ و ۳ ورماخت قرار گرفتند. همین مسئله بخشی از دلیل برخورد ضعیف یا عدم برخورد یگان‌های زرهی آلمانی در ساعات اولیه عملیات با نیروهای دشمن بود. از طرفی پیش از آغاز جنگ، کشنده‌های توپ‌های ارتش سرخ برای به‌کارگیری در ساخت خط دفاعی جدید در مرزهای غربی، از آن‌ها جدا شده بودند و در نتیجه این ادوات دیگر قادر به جابه‌جایی و مشارکت در نبرد نبودند. با سقوط گذرگاه رود شارا در سلونیم، راه عقب‌نشینی ارتش چهارم شوروی قطع شد. با وجود این که این ارتش قابلیت رهبری متمرکز خود را از دست داده بود، یگان‌های آن شروع به عمل به صورت آرایش‌های مستقل کردند.
جهت سلطه بر اراضی بین رودهای دوینا و دنیپر و ناحیه ویتبسک-اورشا، ارتشبد هوت به دو سپاه ۳۹ و ۵۷ موتوریزه فرمان به تصرف مالاژکنا و ادامه حرکت به سمت گلبوکوئه در ۱۳۰ کیلومتری شمال شرقی آن را صادر کرد. این عمل تنها دو لشکر پیاده‌نظام موتوریزه چهاردهم و بیستم را در جانب شمالی منطقه بیاویستوک-مینسک جهت جلوگیری از خروج نیروهای ارتش سرخ از محاصره باقی می‌گذاشت. روز ۲۴ ژوئن فرماندهی گروه ارتش مرکز هوت را از تصمیم فیلدمارشال والتر فون براوخیچ، فرمانده کل نیروی زمینی برای چرخش نیروهای زرهی تحت امر او از ویلنا به سمت جنوب و شرق به جانب مینسک به جای حرکت در جهت شمال و شرق مطلع ساخت. درحالیکه فون بک و هوت هر دو پاکسازی این منطقه را نسبت به سلطه بر اراضی بین دو رود دوینا و دنیپر پیش از سازماندهی نیروی کافی توسط ارتش سرخ برای برقراری دفاعی مستحکم، کمتر ضروری و آن را تأخیری غیر هوشیارانه و تاکتیکی امن اما تلف کننده وقت می‌دیدند. اعزام سرهنگ دوم والتر فون هونرسدورف، رئیس ستاد گروه زرهی ۳ به مقر فرماندهی عالی نیروی زمینی در پروس شرقی نیز باعث تغییر این تصمیم نشد. با این وجود در حقیقت نظر ارتشبد فرانتس هالدر، رئیس ستاد کل نیروی زمینی آلمان با عقیده هوت و فون بک از منظر پیشروی به سمت ویتبسک-اورشا و در نهایت مسکو تفاوت بنیادی نداشت اما هالدر نیاز بیشتری به حفظ جانب احتیاط درباره مدیریت منطقه وسیع به محاصره درآمده حوالی مینسک می‌دید. با این حال دیوید استاهل، تاریخ‌دان آمریکایی، هدف فون براوخیچ و هالدر از این اقدام را کشیدن نیروهای زرهی فون بک به مرکز خط مقدم پیش از ادامه پیشروی برای دور کردن آن‌ها از اطراف جهت اجتناب از فراهم آوردن شرایط مناسب برای طرح هیتلر در منحرف کردن این نیروها به سمت لنینگراد و اوکراین و دنبال کردن طرح خود در تمرکز بر مسکو، می‌داند.
با این حال و درحالیکه ارتش نهم ورماخت قصد داشت در همکاری با ارتش چهارم ورماخت، محاصره دیگری اطراف بیاویستوک ایجاد کند، فون بک روز ۲۵ ژوئن به ارتش نهم ورماخت دستور داد یک سپاه کامل خود را به سمت ویلنا به منظور پشتیبانی از پیشروی هوت به سمت ویتبسک-اورشا، ارسال کند. بعد از ظهر همان روز، سرهنگ رودولف اشمونت، آجودان ارشد نظامی هیتلر با پرواز به قرارگاه ارتش نهم ورماخت و ابلاغ موافقت کامل پیشوا با مخالفت ارتشبد آدولف اشتراوس، فرمانده ارتش نهم ورماخت با دستور فون بک، فرمان چرخش تمام این ارتش به سمت جنوب را صادر کرد. پس از شکست در قانع کردن اشمونت جهت گسترش محاصره تا اسمولنسک، تلاش فون بک بدین منظور از طریق فون براوخیچ که روز بعد برای بازدید از گروه ارتش مرکز به مقر او آمده بود، نیز به جایی نرسید. فون بک در نهایت با نگرانی از امکان تصمیم برای بستن حلقه محاصره نیروهای زرهی در نوووگرودوک و با تلاش هماهنگ با هالدر برای هر چه بزرگ‌تر کردن محاصره تا جای ممکن، به نیروهای زرهی تحت امرش فرمان حرکت به سمت مینسک را داد. بدین ترتیب گروه زرهی ۳ مأموریت سلطه بر ارتفاعات شمال مینسک و همکاری با گروه زرهی ۲ در پاکسازی نیروهای در محاصره دشمن در این منطقه را یافت.

## ضد حملات شوروی

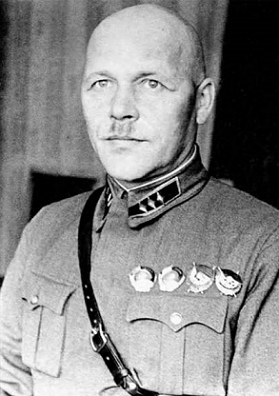
دمیتری پاولوف، فرمانده جبهه غربی شوروی

تا این زمان، بزرگترین مشکل برای آلمانی‌ها در ناحیه ارتش نهم ورماخت پدید آمده بود که در آن سپاه ۲۰ این ارتش عصر روز ۲۴ ژوئن در جانب شرقی رود لوسوسنا حوالی گرودنو بدون داشتن توان زرهی از سه جهت زیر حمله تانک‌های ارتش سرخ قرار گرفته بود. در همین نقطه ناکارآمدی توپ‌های ضد تانک ۳۷ میلی میلی‌متری کاملاً عیان و سپاه ۲۰ ورماخت خواهان دریافت تسلیحات و مهمات بیشتر ضد تانک شد که بخشی از آن توسط لوفت‌وافه از طریق هوایی تأمین گردید. روزهای ۲۴ و ۲۵ ژوئن سپاه هوایی ۸ لوفت‌وافه به فرماندهی سپهبد ولفرام فون ریشتوفن با پاسخ سریع به درخواست کمک سپاه ۲۰ ورماخت، نقش به سزایی در جلوگیری از وارد آمدن آسیب جدی به جناح راست ارتش نهم ورماخت بازی کرد. سپاه هوایی فون ریشتوفن توانست تا پایان روز ۱۰۵ تانک دشمن را در این موضع منهدم کند.
حملات به ارتش نهم ورماخت در پی دستور ارتشبد پاولوف به دو سپاه ۶ و ۱۱ مکانیزه و سپاه ۶ سواره‌نظام شوروی به رهبری سرلشکر بولدین برای ضد حمله به سمت گرودنو با هدف نهایی شهر اوگوستوو به وقوع پیوست. پاولوف که با این ضد حمله قصد داشت بر طبق طرح دفاعی پیش از جنگ، از به محاصره افتادن بخش شمالی نیروهایش در اطراف بیاویستوک و به خواست فرماندهی عالی شوروی از سقوط گرودنو جلوگیری کند، بدون داشتن ارتباط و تسلطی بر ارتش‌های خود و با فقدان اطلاعات از میدان‌های نبرد، تصور می‌کرد جناح جنوبی گروه زرهی ۳ را هدف قرار داده‌است، درحالیکه با پیشروی سریع نیروهای هوت و گذر آن‌ها از رود نمان، تانک‌های ارتش سرخ ضمن برخورد نسبی با این نیرو در سلونم غالباً با جناح راست ارتش نهم ورماخت برخورد کردند. این نیروها مخصوصاً در ناحیه لشکر بیست و نهم تانک شوروی در ابتدا مقداری موفقیت کسب نمودند اما حملات هوایی متعدد و شدید آلمانی‌ها اجازه برتری به آن‌ها نداد. با نابودی تجهیزات ارتباطی ارتش سرخ در گرودنو در اثر بمباران‌های لوفت‌وافه، با وجود همه تلاش‌ها، ادامه ضد حملات هماهنگ برای نیروی‌های پاولوف غیرممکن شد. ضد حملات پاولوف بدون برخورداری از ارتباطات مؤثر، پوشش هوایی، پشتیبانی تدارکاتی و تانک‌های مدرن کافی و با گرفتاری به ناتوانی در آماده‌سازی و جهت دهی مناسب، با وجود تحمل خسارات و تلفات سنگین، بی تأثیر بود و آشفتگی حاکم بر نیروهای این جبهه اکثر اقدامات مقابله‌ای توسط آن را محکوم به شکست می‌ساخت. سپاه ۶ سواره‌نظام شوروی در این درگیری‌ها نیمی از نیروهای خود را از دست داد که اغلب نتیجه حملات هوایی دشمن بود. از مجموع ۳۲ هزار نفر نیرو و ۳۰۵ تانک سپاه ۱۱ مکانیزه شوروی، پس از چهار روز نبرد تنها ۳۰ تانک و ۶۰۰ نفر باقی ماند. البته همین ضدحملات، نیروهای زرهی و پیاده ورماخت را مجبور به توقف و دفع آن‌ها کرد و به بخشی از نیروهای شوروی فرصت داد با گریز موقت از محاصره در بیاویستوک، به سمت مینسک عقب بنشینند.
روز ۲۵ ژوئن مارشال تیموشنکو به ناچار به پاولوف دستور داد نیروهای خود را به خط لیدا-سلونم-پینسک عقب بکشد. پاولوف سعی داشت با گسترش این خط در شمال تا رادون، شب ۲۵–۲۶ ژوئن یگان‌های خود را در مواضع دفاعی پشت رود شارا مستقر کند اما امکان عمل منظم به چنین فرمانی وجود نداشت. تعداد اندکی از یگان‌هایی که در واقع فرمان عقب‌نشینی را دریافت کردند، قادر به انجام آن نبودند. نیروهای پاولوف در حالیکه بیشتر ذخایر سوخت خود را به اتمام رسانده و ادوات موتوری خود را از دست داده بودند، به شکل آشفته‌ای به صورت پیاده و زیر حملات مداوم هوایی دشمن اقدام به عقب‌نشینی به سمت شرق کردند. در این میان قرارگاه ارتش سیزدهم شوروی در کمین نیروهای آلمانی افتاد و اسناد طبقه‌بندی‌شده به غنیمت مهاجمان درآمد. با منهدم شدن بیشتر پل‌های رود شارا توسط لوفت‌وافه، اغلب نیروهای ارتش دهم شوروی موفق به گذر از آن نشدند. پاولوف با گرفتاری به ناچاری، ۲۶ ژوئن دستور به تهاجم مشترک زمینی و هوایی سپاه‌های ذخیره ۲۰ مکانیزه و ۴ هوابرد شوروی جهت متوقف ساختن پیشروی نیروهای آلمانی در سلوتسک داد که با شکست مواجه شد. پاولوف به اشتباه خیال می‌کرد تانک‌های هوت به جای پیشروی بیشتر به طرف شرق و مالاژکنا، از لیدا به سمت جنوب خواهند چرخید. ضدحمله پاولوف با مابقی نیروهای خود در جهت شمال، مینسک را بدون حفاظت زرهی رها کرد تا رخنه نیروهای هوت در ۲۶ ژوئن به سمت این شهر از جانب مالاژکنا تا حدود زیادی بدون مانع صورت بگیرد. پاولوف حتی به جای آماده‌سازی دفاعی کافی در مینسک، سپاه ۲۱ تفنگدار را از لایه میانی دفاعی ذخیره از غرب این شهر به لیدا منتقل کرد. با وجود نتایج بد تصمیمات پاولوف در نقاط دیگر، ضد حمله نیروهای مکانیزه او باعث افزایش پهنای شکاف بین نیروهای گروه زرهی ۳ و یگان‌های پیاده‌نظام ارتش نهم ورماخت در پشت سر آن‌ها شد تا شوروی بتواند با استفاده از تأخیر به وجود آمده یگان‌های مهمی را با رهایی از محاصره به سمت شرق و شمال انتقال دهد.

## محاصره
درحالیکه نیروهای آلمانی در حال به محاصره درآوردن صدها هزار نفر از نیروهای ارتش سرخ در این منطقه بودند و از طرفی بسیاری از این نیروها قصد داشتند راه خود را به بیرون از منطقه باز کنند و این امر برای محاصره کنندگان مشکل بزرگی آفریده بود، فون بک همچنان از مسئله زود بسته شدن حلقه محاصره ناخوشنود بود و این موضوع را در دیدار ۲۶ ژوئن خود با فون براوخیچ، به او ابراز نمود.
همان روز نیروهای گودریان سلوتسک در صد کیلومتری جنوب مینسک را به زیر سلطه خود درآوردند. همزمان نیروهای هوت به ۳۰ کیلومتری شمال مینسک رسیدند. روز ۲۷ ژوئن ارتشبد گئورگی ژوکوف، رئیس ستاد کل ارتش سرخ، به پاولوف دستور داد بدون رها کردن تانک‌ها و ادوات توپخانه، مینسک و بابرویسک را تخلیه کند. در نتیجه روز بعد یعنی ۲۸ ژوئن مینسک بدون وجود هیچ مدافعی تصرف و همزمان محاصره پیاده‌نظام ارتش‌های چهارم و نهم ورماخت حوالی بیاویستوک تکمیل شد. روز بعد طلایه‌داران دو گروه زرهی ورماخت با الحاق به یکدیگر حلقه محاصره دیگری را در حومه شرقی مینسک در ۳۰۰ کیلومتری عمق خاک شوروی بستند تا سه ارتش سوم، چهارم و دهم شوروی و بیشتر ارتش سیزدهم آن را به دام بیندازند. بدین ترتیب بر خلاف طرح اولیه برای ایجاد تنها یک محاصره، نیروهای ارتش سرخ در دو منطقه مجزا یکی توسط پیاده‌نظام بدون نیروی زرهی در اطراف بیاویستوک و دیگری توسط نیروهای زرهی با تنها شش لشکر پیاده‌نظام موتوریزه بین نووگورودوک و مینسک به محاصره درآمدند. در این شرایط اختلال در ارتباطات شوروی به اندازه‌ای شدید بود که استالین برای نخستین بار سه روز بعد از طریق یک مخابره رادیویی آلمانی از به وقوع پیوستن این محاصره‌ها مطلع شد. به هر صورت محاصره کاملاً موفقیت‌آمیز نبود و پیاده‌نظام نتوانست فاصله خود را با نیروهای زرهی حفظ کند. بدین ترتیب بخش‌هایی از چهار ارتش شوروی قادر شدند به سمت شرق عقب بنشینند. یگانی‌هایی از ارتش سرخ نیز از جنگل‌های فشرده بلاروس برای گریختن از این دام استفاده کردند. پس از گرفتار شدن در محاصره، بولدین و صرفاً دو هزار نفر از کل نیروهای سه سپاه او توانستند پس از ۴۵ روز راهپیمایی، از مهلکه به سمت شرق اسمولنسک بگریزند.

## نتایج و پیامدها

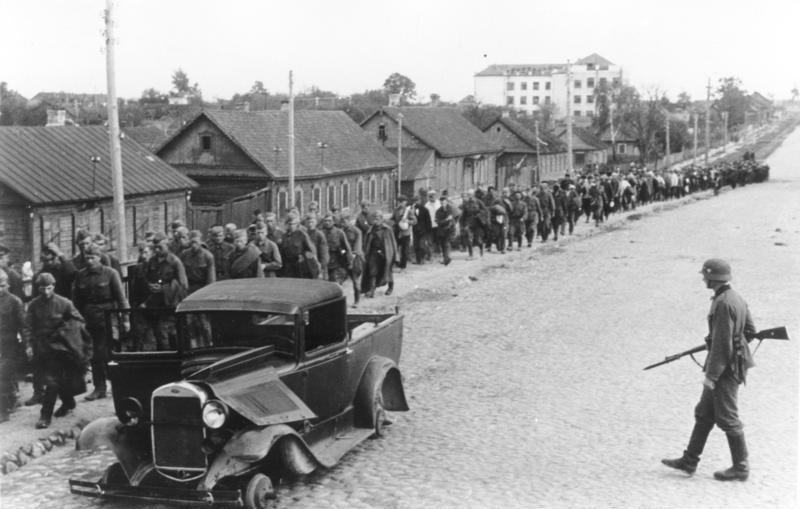
ستون اسرای ارتش سرخ در مینسک

مقاومت شدید نیروهای در محاصره باعث ایجاد تأخیر در ادامه پیشروی پیشروی نیروهای زرهی ورماخت به سمت شرق شد. تقریباً نیمی از قوای گروه ارتش مرکز ورماخت درگیر انهدام نیروهای درون محاصره بودند که شامل تمام نیروهای ارتش چهارم آن می‌شد. گزارش ارتش چهارم ورماخت به فرماندهی عالی نیروی زمینی آلمان این مقاومت را نه برای حفظ جان خود بلکه جهت خریدن زمان برای سایر نیروهای شوروی توصیف کرد.
نهایتاً با پاکسازی مناطق تحت محاصره توسط نیروهای آلمانی تا روز ۳ ماه ژوئیه، ۲۹۰ هزار نفر به اسارت درآمدند ، قریب به ۳۳۰۰ دستگاه تانک و ۱۸۰۰ قبضه توپ ارتش سرخ منهدم گردید یا به غنیمت گرفته شد و دو ارتش شوروی به همراه بخش‌های زیادی از سه ارتش دیگر شامل ۲۲ لشکر تفنگ‌دار، ۷ لشکر تانک و ۶ تیپ مکانیزه کاملاً منهدم شدند تا جبهه غربی شوروی به عنوان یک نیروی سازمان یافته از بین برود.. همه معدود یگان‌های ارتش سرخ که از نظر تسلیحاتی تماماً تأمین شده و در این مناطق مستقر گشته بودند، جزو این نیروها بودند. بسیاری از این تسلیحات در نهایت به عنوان غنیمت به دست آلمانی‌ها افتاد.
در پی این شکست سنگین، پاولوف که خود از محاصره گریخته بود، از مقام خود در فرماندهی جبهه غربی عزل، به مسکو احضار و دستگیر شد تا نهایتاً در دادگاه نظامی محاکمه و به همراه سرتیپ کلیموفشیخ، رئیس ستاد و چندین تن از مشاورین ارشدش از جمله سرلشکر کوروبکوف، فرمانده ارتش چهارم، به اتهام «رفتار مجرمانه در مواجهه با دشمن» تیرباران شود.
جبهه غربی شوروی تمرکز اصلی استقرار نیروهای شوروی نبود؛ بلکه ارتش سرخ، با اشتباه اطلاعاتی، نیروهای عمده خود را به جهت محافظت از مراکز اقتصادی پر اهمیت و به امید اجرای ضد حمله به درون اراضی تحت سلطه رایش، در مناطق جنوبی یعنی اوکراین مستقر کرده بود. با این حال در حقیقت این جبهه غربی شوروی بود که در یک موقعیت خطرناک جغرافیایی درون برآمدگی بیاویستوک و با جناحینی باز، در مقابل تهاجم نیروهای اصلی ورماخت قرار گرفت. احتمال زیادی می‌رود که با اجازه دادن شدن به نیروهای زرهی آلمانی برای نفوذ در اراضی شرقی بر پایه طرح ژوکوف، او و استالین از ابتدا قصد داشته‌اند منطقه نظامی غرب را بدین گونه فدا کنند تا جبهه ذخیره را در طول خط استالین نیروی اصلی دفاعی در نظر بگیرند.
بدین ترتیب نیروهای فون بوک در عرض ۱۸ روز ۶۰۰ کیلومتر پیشروی کردند و خود را به رودهای دوینای غربی و دنیپر رساندند. آن‌ها همچنین منطقه بلاروس را تصرف و ۴۱۸ هزار نفر به شوروی تلفات وارد آوردند.